# Tóth Titusz
Tóth Titusz (Budapest, 1943. május 27. – Budapest, 2015. január 25.) magyar színész.

## Életpályája
Tóth Tivadar Aladár és Bartos Klára fiaként született. Nagyapja Bartos Gyula Kossuth-díjas színművész, a Nemzeti Színház örökös tagja. 1966–1970 között a Színház- és Filmművészeti Főiskola hallgatója volt. 1970–1981 között a veszprémi Petőfi Színház tagja volt. Egy-egy évadot töltött a Népszínházban és a Nemzeti Színházban. 1983–1986 között a Józsefvárosi Színház színésze volt. 1986–1989 között az Arany János Színház, 1989–1991 között a Békés Megyei Jókai Színház tagja volt. 1991-től szabadúszó művészként dolgozott. Utolsó bemutatója 2009-ben volt. Életének utolsó éveiben az Ódry Árpád Művészotthon lakója volt. 2015-ben hunyt el.

## Fontosabb színházi szerepei
- Ottó (Katona József: Bánk bán)
- Beppo (Heltai Jenő: A néma levente)
- Bobcsinszkij (Gogol: A revizor)
- Jókai (Illyés Gyula: Az ünnepelt)
- Víg Guszti (Kertész Ákos: Névnap)
- Sas Béni (Szakonyi Károly: Hongkongi paróka)
- Kálmán (Csiky Gergely: A nagymama)
- Fejedelem (Vörösmarty Mihály: Csongor és Tünde)
- McMurphy (Kesey-Wasserman: Kakukkfészek)

## Film- és tévészerepei
- Fényes szelek (1969)
- Hatholdas rózsakert (1970)
- A tűz balladája (1972)
- Hannibál utolsó útja (1974)
- Felelet (1975)
- Kísértet Lublón (1976)
- Privát kopó (1993)